# Нова епоха
Новата епоха (или още Ню Ейдж или Бялото братство от англ. - New Age) е общо условно наименование на множество религиозни и духовни движения и вярвания, възникнали в Западния Свят. Предшествани от теософията и антропософията, те достигат разцвет през шестдесетте и особено седемдесетте години на двадесети век. Силно еклектични по своята същност, често те са свързвани с очакването на т.нар. Нова епоха, т.е. предполагаемата астрологическа епоха на Водолея, на която дължат името си.
Новата епоха (също позната като Движение „Нова епоха“, Новата епоха в духовността или космически хуманизъм) е децентрализирано социално и духовно движение, което търси универсалната истина и постигането на по-висшия, личния, човешкия потенциал. Съчетава аспекти от космологията, астрологията, езотеризма, алтернативната медицина, музиката, колективизма, индивидуализма и природосъобразния живот. Новата епоха в духовността се характеризира с индивидуалния подход към духовни практики и философии, отхвърляйки религиозните доктрини и догми.
Движението „Нова епоха“ включва смес от елементи от по-древни духовни и религиозни традиции, вариращи от атеизъм и монотеизъм през класически пантеизъм, натуралистичен пантеизъм, панентеизъм и политеизъм, съчетано с наука и „Гея философия“: особено археоастрономия, астрономия, екология, околна среда, хипотезата на Гея, психология и физика. Практиките и философиите на Новата епоха понякога черпят вдъхновение от големите световни религии: будизъм, християнство, индуизъм, юдаизъм и суфизъм; с особено силно влияние от източноазиатските религии, гностицизма, неопаганизма, спиритуализма, теософията, универсализма и западния езотеризъм. Ключови фрази, които често се свързват с движението на Новата епоха, са напримерː Всичко е Едно, както и Ум-Тяло-Дух.
Съвременното движение на Новата епоха се появява в края на 60-те и началото на 70-те години на 20 век, но елементи от него могат да се открият още в края на 19 в. и началото на 20 в.
|  | Тази страница частично или изцяло представлява превод на страницата New Age в Уикипедия на английски. Оригиналният текст, както и този превод, са защитени от Лиценза „Криейтив Комънс – Признание – Споделяне на споделеното“, а за съдържание, създадено преди юни 2009 година – от Лиценза за свободна документация на ГНУ. Прегледайте историята на редакциите на оригиналната страница, както и на преводната страница, за да видите списъка на съавторите. ВАЖНО: Този шаблон се отнася единствено до авторските права върху съдържанието на статията. Добавянето му не отменя изискването да се посочват конкретни източници на твърденията, които да бъдат благонадеждни. |